# Cynometra iripa
Cynometra iripa är en ärtväxtart som beskrevs av Vincenz Franz Kosteletzky. Cynometra iripa ingår i släktet Cynometra, och familjen ärtväxter. IUCN kategoriserar arten globalt som livskraftig. Inga underarter finns listade i Catalogue of Life.